# نهائي كأس مصر 1943
نهائي كأس مصر لكرة القدم 1943 هو المباراة النهائية من بطولة كأس مصر موسم 1942–43 ، وكان من المفترض أن يلعب النهائي يوم 1 مايو 1943. ولكن تم إلغاء المباراة وتم مناصفة اللقب بين فريقي فاروق (الزمالك حاليًا) والأهلي ، ويكون بذلك اللقب السادس للزمالك في تاريخ البطولة وللأهلي اللقب العاشر.

## عن المباراة
تقدم النادي الأهلي بطلب لإتحاد كرة القدم المصري للموافقة على السفر إلي فلسطين للعب هناك ومساندة الثورة الفلسطينية، واللعب هناك 3 مباريات مع نادي بيتار تل أبيب ومباراة مع منتخب من شباب القدس ومباراة مع منتخب مكون من إسلامي شباب العرب والهومنتمن، وبحسب ما ذكره الكاتب نيكولاس بلينكوي في كتابه «أنبل من الحرب: قصة كرة القدم في إسرائيل وفلسطين» جاءت زيارة النادي الأهلي لفلسطين بمباركة الإنجليز وضد رغبة الاتحاد المصري لكرة القدم الذي أخطر الاتحاد الفلسطيني (اليهودي) لكرة القدم بمنع إقامة المباريات بين النادي الأهلي والأندية المذكورة. وبالفعل استجاب الاتحاد الفلسطيني (اليهودي) لطلب الاتحاد المصري.
وسافر إلى فلسطين عدد من لاعبي كرة القدم، للاشتراك في المباريات الودية، ورأت لجنة اتحاد الكرة العليا تطبيق ما قررته من عدم السماح بسفر فرق الأندية للخارج في ذلك العام على اللاعبين المقيدين بجداول الاتحاد، ونصت بأن تكون عقوبة المخالف شطب اسمه. ولكن وقع ما كانوا يخشونه من اشتراك من سافروا من لاعبي كرة القدم إلى فلسطين في المباريات. فقد تباروا مع أحد أندية اتحاد فلسطين، ولهذا انتقلت المشكلة إلى محيط الاتحادين في حدود القانون الدولي ؛ باعتبارهما وحدتين دوليتين إلى جانب ضرورة تطبيق قرار الاتحادين على اللاعبين.
كان موقف اتحاد فلسطين من رحلة لاعبي الكرة المصريين، الذين لم يكونوا ضمن مجموعة الأندية، فسافروا على الرغم من قرار اتحاد مصر بحظر السفر - أنه عارض أنديته ولاعبيه، وعمل على منع اللعب، ولكن المباريات جاءت متعارضة مع هذا، لأن القدس لاعبت المصريين بفريق منتخب، والمعروف أن الاتحاد - هو الذي يدبر وحده مباريات المنتخبات.

لم توافق وزارة الشئون الاجتماعية على سفر اللاعبين المصريين إلى فلسطين ولم يوافق على ذلك أيضًا اتحادا مصر وفلسطين لكرة القدم، في حدود القوانين المعمول بها دوليًّا ومحليًّا. وقد اتخذ اتحاد مصر كل إجراء لمنع السفر ؛ حماية للاعبين. وتنفيذًا للقانون الذي يحظر سفر فرق الهواة، ما لم تكن تابعة لأحد الأندية أو الهيئات، كما اتخذ اتحاد فلسطين كل إجراء لمنع اللعب، بإنذار المصريين والفلسطينيين.

وحددت المادة 27 من قانون الاتحاد الدولي لكرة القدم الخطوات التي تتبع في المباريات التي تقام بين الأندية المختلفة، فقالت أنه يجب موافقة الاتحادين المختصين، مع ضرورة تبادل القرارات في حالتي الموافقة والرفض، كما نصت على أنه ينبغي لكل اتحاد أن يصدر التعليمات اللازمة لمنع إقامة مباريات ينظمها أفراد لأغراض شخصية. ونصت المادة 18 على أن الاتحادات المحلية يجب أن تنفذ عقوبات بعضها البعض، ما دامت مشتركة في الاتحاد الدولي، ومعنى هذا أن إيقاف لاعب أو نادٍ في فلسطين يعد نافذ المفعول في الاتحادات الأخرى كمصر مثلًا والعكس بالعكس، دون التعرض لأسباب الإيقاف.

وتطبيقًا لهذا وذاك سيتبادل اتحادا مصر وفلسطين القرارات التي يصدرانها بشأن المباريات التي أقيمت أخيرًا في فلسطين، وكل عقوبة هنا أو هناك ستنفذ في القطرين على حد سواء مع عدم التعرض للأسباب.
ثم يكون قرار اتحاد مصر بمنع الأفراد من تكوين فرق، والاشتراك في مباريات ما، وعدم الترخيص بالسفر متشميًا مع روح القانون الدولي.

وقام مسئولو نادي فاروق بشطب أنور البشبيش ولاعب آخر من عداد فريق كرة القدم، لاشتراكهما مع الأفراد الذين سافروا إلى فلسطين، وتضامن اتحادا فلسطين ومصر لكرة القدم في توقيع العقوبات على الأندية واللاعبين الذين اشتركوا في مباريات القدس، فأوقف الأول نادي البيطار بطل أنديته، وأوقف اللاعبين الذي اشتركوا في اللعب بينما أذاع الثاني نشرة بأسماء اللاعبين الذين ينطبق عليهم قرار الشطب.

وقد نفذ الاتحادان فيما فعلا نصوص القانون الدولي بصفتهما عضوين فيه، ملزمين باحترام القانون ومحاربة المباريات التي يقيمها الأفراد دون الأندية. وقررت لجنة الاتحاد العليا شطب اللاعبين الذي سافروا إلى فلسطين.

وفي يوم الأحد 23 أبريل 1944 كانت تقام مباراة هامة في كرة القدم بين فريق النادي الأهلي وفريق جنيفا البريطاني على أرض النادي في الجزيرة في الساعة الرابعة والنصف بعد الظهر ويشترك النادي الأهلي بفريقه الأول الكامل بعد أن احتجب عن الملاعب طول ذلك الفصل الرياضي، ونظرًا لعدم إقامة المباراة النهائية لكأس الملك في كرة القدم بسبب تلك الأزمة المعروفة، والتي انتهت أخيرًا بالعفو عن اللاعبين، ولفوات الوقت وضرورة إقامة مسابقة هذا العام قرر الاتحاد اعتبار الكأس في حيازة النادي الأهلي في النصف الأول من عام 1944 ، وحيازة نادي فاروق في النصف الثاني.

## الطريق إلى النهائي
| فاروق        | فاروق | الدور       | الأهلي           | الأهلي |
| ------------ | ----- | ----------- | ---------------- | ------ |
| الخصم        | إجم.  |             | الخصم            | إجم.   |
| بني سويف     | 4–2   | الدور الأول |                  |        |
| اتحاد السويس | 11–1  | ربع النهائي | شرطة بورسعيد     | 2–0    |
| بورفؤاد      | 3–1   | نصف النهائي | الاتحاد السكندري | 3–0    |

## التفاصيل
| فاروق | ملغاة | الأهلي |
| ----- | ----- | ------ |
|       |       |        |